# محمد توفیق نسیم پاشا
محمد توفیق نسیم پاشا (عربی: محمد توفيق نسيم باشا؛ ۳۰ ژوئن ۱۸۷۱ – ۸ مارس ۱۹۳۸) یک سیاست‌مدار اهل مصر بود.